# ایشکولوو
ایشکولوو (به لاتین: Ishkulovo) یک منطقهٔ مسکونی در روسیه است که در باشقیرستان واقع شده‌است.